# 김유하 (가수)
김유하(2015년 5월 2일 ~ )는 대한민국의 가수, 배우, 모델이다.

## 출연 작품

### 드라마
- 2023년 KBS2 주말연속극 《효심이네 각자도생》 ... 박가온 역

### 예능
- 2021년 TV조선 《내일은 국민가수》
- 2022년 TV조선 《개나리학당》
- 2022년 TV조선 《화요일은 밤이 좋아》
- 2022년 KBS1 《다 어린이》
- 2022년 MBN 《우리들의 트로트》
- 2023년 KBS2 《불후의 명곡》
- 2023년 MBN 《불타는 장미단》

## 노래
- 2021년 TV조선 《내일은 국민가수》 - 《날 떠나지마》
- 2021년 TV조선 《내일은 국민가수》 - 《난 너에게》
- 2021년 TV조선 《내일은 국민가수》 - 《아! 옛날이여》
- 2021년 TV조선 《내일은 국민가수》 - 《잊었니》